# Rayeuk Kuta
Rayeuk Kuta is een bestuurslaag in het regentschap Aceh Utara van de provincie Atjeh, Indonesië. Rayeuk Kuta telt 1119 inwoners (volkstelling 2010).